# Kamieniczka (dopływ Warty)
Kamieniczka (Kamieniecki) – struga, lewy dopływ Warty o długości 17,78 km. Źródło ma koło Kamienicy w powiecie lublinieckim, natomiast ujście w Kamienicy Polskiej w powiecie częstochowskim.